# Lijst van burgemeesters van Appingedam
Dit is een lijst van burgemeesters van de voormalige Nederlandse gemeente Appingedam in de provincie Groningen.
De gemeente Appingedam werd op 1 januari 2021 opgeheven en ging op in de nieuw gevormde gemeente Eemsdelta.
| Ambtsperiode | Naam burgemeester                    | Partij of stroming | Bijzonderheden |  |
| ------------ | ------------------------------------ | ------------------ | --- |  |
| 1619         | Gert Lutyens                         |                    | |  |
| 1639 - ?     | mr. Hendrik Smith                    |                    | |  |
| 1653 ~ 1665  | Johan van Maneil                     |                    | |  |
| 1653         | Wyart Egberts                        |                    | |  |
| 1653         | Harmen Lubberts                      |                    | |  |
| 1653         | Johan Smidt                          |                    | |  |
| 1707         | Frima                                |                    | |  |
| 1722         | Ulderich Wilhelm Polman              |                    | |  |
| 1722         | Harmen Clasen Saagman                |                    | |  |
| 1722         | Lambertus van der Tuick              |                    | |  |
| 1734         | Willem Tonkens                       |                    | |  |
| 1743         | Albert Hindriks Smit                 |                    | |  |
| 1744         | Aris Drifhaamer                      |                    | |  |
| 1744         | Enno Ebels                           |                    | |  |
| 1744         | Geert Wolters Smit                   |                    | |  |
| 1744         | Pompeius van der Tuick               |                    | |  |
| 1763         | H. Alstorphius                       |                    | |  |
| 1763         | R. Ebels                             |                    | |  |
| 1763 ~ 1781  | Jan Carel baron van der Borch        |                    | |  |
| 1763 ~ 1781  | Arent Tonkens                        |                    | was tevens bierbrouwer, ovl. 20 november 1783 en begraven in de kerk |  |
| 1781         | Johannes Smit                        |                    | |  |
| 1808 - 1818  | mr. Rudolph Pabus Cleveringa         |                    | tot 1813 maire genoemd. Beroep: steenfabrikant; ovl. 20 mei 1818 |  |
| 1818 - 1831  | Sybrandt Enno's Houwerzijl           |                    | |  |
| 1832 - 1833  | Johannes Quintinus Cleveringa        |                    | Beroep: steenfabrikant, werd secretaris-ontvanger van het Zijlvest der Drie Delfzijlen |  |
| 1834 - 1843  | mr. Synco Reijnders                  |                    | was burgemeester van Delfzijl |  |
| 1843 - 1863  | mr. Johannes Potter van Loon         |                    | |  |
| 1863 - 1867  | mr. Regnerus Tjaarda Mees            |                    | ovl. 4 januari 1867 |  |
| 1867 - 1883  | Eltjo Takens                         |                    | ovl. 27 november 1883 |  |
| 1884 - 1891  | jhr. Carolus Justus Lewe van Aduard  |                    | was burgemeester van Marum, werd burgemeester van Steenwijk |  |
| 1891 - 1897  | jhr. Scato Gockinga                  |                    | was burgemeester van 't Zandt, werd in 1907 burgemeester van Hoogkerk |  |
| 1897 - 1901  | mr. Willem de Sitter                 | Liberaal           | was burgemeester van 't Zandt, lid van provinciale staten van Groningen |  |
| 1901 - 1905  | mr. Fokko Jansen                     | VDB                | Van 1903 tot 1925 lid van Provinciale Staten van Groningen; Van 1905 tot 1910, van 1913 tot 1916 en van 1917 tot 1923 lid van Gedeputeerde Staten van Groningen. Ridder in de Orde van de Nederlandse Leeuw (1921). |  |
| 1905 - 1925  | Otto Justus Hooft van Iddekinge      |                    | |  |
| 1926 - 1941  | J.E. Klaucke                         |                    | |  |
| 1941 - 1943  | J. de Vries                          | Partijloos         | |  |
| 1944 - 1945  | Henderikus Sieling                   | NSB                | was burgemeester van Usquert |  |
| 1945 - 1963  | Cornelis Catharinus Jacobus Welleman |                    | was burgemeester van Delfzijl, ovl. 11 oktober 1963 |  |
| 1964 - 1975  | Antonie Martinus (Ton) Amerika       | PvdA               | was burgemeester van Eenrum, werd burgemeester van Hoogezand-Sappemeer |  |
| 1975 - 1977  | Gerard Boekhoven jr.                 | PvdA               | waarnemend burgemeester, oud-burgemeester van Hoogezand-Sappemeer |  |
| 1977 - 1989  | Chris de Loor                        | PvdA               | |  |
| 1990 - 2000  | Jan Jonkers                          | PvdA               | was burgemeester van Zweeloo |  |
| 2000 - 2008  | Emme (E.A.) Groot                    | PvdA               | was wethouder van Winschoten, werd burgemeester van Delfzijl |  |
| 2008 - 2017  | Rika (H.K.) Pot                      | PvdA               | was burgemeester van Ten Boer, aanvankelijk waarnemend burgemeester, per 1 maart 2009 definitief |  |
| 2017 - 2019  | Anno Wietze Hiemstra                 | CDA                | waarnemend |  |
| 2019 - 2020  | Koos Wiersma                         | CDA                | waarnemend |  |